# Ergün Top
Ergün Top (Posof (Turkije), 1973) is een Belgische advocaat en politicus.

## Biografie
Ergün Top is een Antwerps gemeenteraadslid voor de CD&V.
Hij was eveneens kabinetsmedewerker van premier Yves Leterme en is voorzitter van de commissie veiligheid te Antwerpen. Hij is van Turkse komaf en moslim.

Top werd in een dorp in het noordoosten van Turkije geboren uit een arbeidersgezin en kwam op zesjarige leeftijd met zijn familie naar België. In de humaniora studeerde hij Latijn-Grieks in het Sint-Gummaruscollege te Lier. Vervolgens studeerde hij rechten aan de KU Leuven. Op 26-jarige leeftijd zette hij z'n eerste stappen in de politiek, hij kwam met de senaatsverkiezingen op voor de CVP. In oktober 2000 en september 2006 kwam hij in Antwerpen op voor de gemeenteraad. In 2007 komt hij opnieuw met de senaatsverkiezingen op.
In 2010 maakt hij deel uit van de definitieve lijst van de personen die de in artikel 2 van de bijzondere en gewone wet van 2 mei 1995 bedoelde mandatenlijst niet hebben ingediend en van de definitieve lijst van de personen die de in artikel 3 van de bijzondere en gewone wet van 2 mei 1995 bedoelde vermogensaangifte niet hebben ingediend.
Hij werd op 5 september 2011 aangevallen op straat door onbekenden, mogelijks wegens een klacht die hij indiende voor drughandel.

## Dubbele nationaliteit
Tijdens een debat tussen Turkse kandidaten te Schaarbeek op 3 juni 2007 heeft Ergün Top gesteld dat hij, zoals kamerlid Cemal Çardavli, zijn legerdienst in Turkije wil en zal doen. Bovendien zei hij: "Laat ons inbeelden dat er oorlog uitbreekt tussen België en Turkije. (...) Wij [de Turken] zullen iedereen het hoofd bieden die ons aanvalt. En als dat België is, zullen wij ook België het hoofd bieden!"
.